# Henry Luce
Henry Robinson Luce (ur. 3 kwietnia 1898 w Penglai w Chinach, zm. 28 lutego 1967 w Phoenix) – amerykański wydawca.
Był antykomunistą; wiek XX nazywał amerykańskim stuleciem. Wprowadził na rynek oraz kontrolował szereg regularnych czasopism, które zmieniły dziennikarstwo i zwyczaje czytania Amerykanów. „Time” podsumowywał i interpretował co tydzień wiadomości; „Life” kreśliło obraz świata polityki, kultury oraz społeczeństwa (czasopismo to dominowało w erze przed rozpowszechnieniem telewizji); dwutygodnik „Fortune” zajmował się światem ekonomii i biznesu; „Sports Illustrated” opisywał to, co poza zawodami dzieje się w świecie sportu, zajmował się strategią i motywacją zespołów oraz sportowców.

## Życiorys
Rodzice Luce'a byli protestanckimi misjonarzami. Do Stanów przybył w wieku 14 lat. W 1920 ukończył Yale. Następnie przez rok studiował historię na Uniwersytecie Oksfordzkim. W tym samym czasie pracował jako reporter dla „Chicago Daily News”. W grudniu 1921 rozpoczął pracę w „The Baltimore News”.
W 1923 założył „Time”, w 1930 „Fortune”, w latach 30. XX wieku zakupił „Life”. „Sports Illustrated” zaczął ukazywać się od 1954.
Luce popierał Partię Republikańską i był jednym z najbardziej wpływowych członków tej partii. Kierował się antykomunistycznymi uprzedzeniami, wykorzystywał „Time” do wspierania prawicowych dyktatów w imię walki z komunizmem. Reprezentował tzw. chińskie lobby, odgrywał ważną rolę w sterowaniu amerykańskiej polityki zagranicznej i wspieraniu nacjonalistycznego przywódcy Czang Kaj-szeka oraz jego żony Song Meiling, najpierw przeciwko japońskiej agresji, następnie w ich walce z komunizmem. Czang Kaj-szek oraz jego żona w latach 1927–1955 11-krotnie byli umieszczani na okładce „Time”.
W swoich pismach promował ewangelistę Billy’ego Grahama. Podczas krucjaty w Los Angeles w 1949 „Time” i „Life” nazwały Billy’ego Grahama następcą Billy’ego Sundaya. Był jednym ze sponsorów nowojorskiej krucjaty w 1957. Billy Graham był kilkakrotnie umieszczany na okładce „Time” i „Life”.